# Angelo Vanzin
Angelo Vanzin (Lierna, 8 de febrero de 1932-Lierna, 22 de mayo de 2018) fue un deportista italiano que compitió en remo.
Participó en los Juegos Olímpicos de Melbourne 1956, obteniendo una medalla de oro en la prueba de cuatro con timonel. Ganó dos medallas en el Campeonato Europeo de Remo, bronce en 1956 y oro en 1957.

## Palmarés internacional
| Juegos Olímpicos   | Juegos Olímpicos      | Juegos Olímpicos  | Juegos Olímpicos   |
| Año                | Lugar                 | Medalla           | Prueba             |
| ------------------ | --------------------- | ----------------- | ------------------ |
| 1956               | Melbourne (Australia) | Medalla de oro    | Cuatro con timonel |
| Campeonato Europeo |                       |                   |                    |
| Año                | Lugar                 | Medalla           | Prueba             |
| 1956               | Bled (Yugoslavia)     | Medalla de bronce | Cuatro con timonel |
| 1957               | Duisburgo (RFA)       | Medalla de oro    | Ocho con timonel   |